# Terseanka, Novomîkolaiivka
Terseanka (în ucraineană Терсянка) este localitatea de reședință a comunei Terseanka din raionul Novomîkolaiivka, regiunea Zaporijjea, Ucraina.

## Demografie
Componența lingvistică a localității Terseanka
     Ucraineană (92,79%)
     Rusă (6,76%)
Conform recensământului din 2001, majoritatea populației localității Terseanka era vorbitoare de ucraineană (92,79%), existând în minoritate și vorbitori de rusă (6,76%).